# Карпов, Иван Егорович
Иван Егорович Карпов (16 февраля [1 марта] 1917, Михайловский, Акмолинская область — 12 марта 1998, Петуховский район, Курганская область) — комбайнёр Петуховской МТС Курганской области. Герой Социалистического Труда (1952). Депутат Верховного Совета РСФСР 5-го созыва. Член КПСС с 1954 года.

## Биография
Иван Карпов родился 16 февраля (1 марта) 1917 года (по другим данным 26 февраля 1915 года или 21 марта 1917 года) в крестьянской семье в селе Михайловском Михайловской волости Петропавловского уезда Акмолинской области, ныне — село Новомихайловка — административный центр Новомихайловского сельского округа Мамлютского района Северо-Казахстанской области Республики Казахстан.
В 1920-х годах его родители переехали в село Матасы Матасинского сельсовета Петуховского района (ныне в Петуховском муниципальном округе Курганской области). Получив начальное образование, с 14 лет работал в колхозе «Первое мая». С 1932 года обучался на курсах трактористов при Петуховской МТС, по окончании которых стал работать трактористом в колхозе «Первое мая». В 1940 году окончил курсы комбайнёров и стал трудиться в Петуховской МТС.
Ежегодно перевыполнял производственный план. Одним из первых в области начал комбайновую уборку низкорослых и полегших хлебов, раздельную уборку колосовых.
Указом Президиума Верховного Совета СССР от 24 мая 1952 года за достижение высоких показателей на уборке урожая и обмолоте зерновых культур в 1952 году удостоен звания Героя Социалистического Труда с вручением ордена Ленина и золотой медали «Серп и Молот».
После упразднения машинно-тракторных станций в 1958 году, и до ухода на пенсию в 1976 году, трудился на полях колхоза имени Карла Маркса и совхоза имени Гагарина.
Участвовал во Всесоюзной сельскохозяйственной выставке в Москве, где получил большую серебряную медаль.
Неоднократно избирался членом Петуховского райкома КПСС и депутатом районного Совета депутатов трудящихся. В 1959 году был избран депутатом Верховного Совета РСФСР V созыва.
В 1976 году вышел на пенсию. Жил в деревне Первомайской Октябрьского сельсовета Петуховского района Курганской области, ныне деревня входит в Петуховский муниципальный округ той же области.
Иван Егорович Карпов скончался 12 марта 1998 года <где?>. Похоронен <где?>.

## Награды
- Герой Социалистического Труда — указом Президиума Верховного Совета СССР от 24 мая 1952 года
  - Орден Ленина № 201603
  - Медаль «Серп и Молот» № 6275
- Орден «Знак Почёта», 11 января 1957 года
- Медаль «За трудовую доблесть», 14 мая 1951 года
- Юбилейная медаль «За доблестный труд. В ознаменование 100-летия со дня рождения Владимира Ильича Ленина»
- Медаль «За освоение целинных земель», 20 октября 1956 года
- Большая серебряная медаль ВСХВ

## Память
- Мемориальная доска, установлена на здании Администрации Октябрьского сельсовета, Курганская область, Петуховский муниципальный округ, село Октябрьское, ул. Озерная, 9 — 55°00′35″ с. ш. 67°51′13″ в. д.HGЯO